# Biskupi i arcybiskupi Bangkoku
Biskupi i arcybiskupi Bangkoku – lista wikariuszy apostolskich oraz arcybiskupów archidiecezji Bangkok.

## Wikariusze apostolscy Syjamu
- Louis Laneau MEP (1669–1696)
- Louis-Armand Champion de Cicé (1700–1727)
- Jean-Jacques Tessier de Quéralay MEP (1727–1736)[a]
- Jean de Villevieille (1737–1738)
- Jean de Lolière-Puycontat MEP (1738–1755)
- Pierre Brigot MEP (1755–1776)
- Olivier-Simon Le Bon MEP (1776–1780)[b]
- Joseph-Louis Coudé MEP (1782–1785)
- Arnaud-Antoine Garnault (1786–1811)
- Esprit Floren MEP (1811–1834)
- Jean Courvezy MEP (1834–1841)[c]

## Wikariusze apostolscy Wschodniego Syjamu
- Jean-Baptiste Pallegoix MEP (1841–1862)
- Ferdinand Dupond MEP (1864–1872)
- Jean-Louis Vey MEP (1875–1909)
- René Perros MEP (1909–1924)

## Wikariusze apostolscy Bangkoku
- René Perros MEP (1924–1947)
- Louis-August Chorin MEP (1947–1965)
- Joseph Khiamsun Nittayo (1965)[d]

## Arcybiskupi Bangkoku
- Joseph Khiamsun Nittayo (1965–1972)
- Michael Michai Kitbunchu (1972–2009)
- Kriengsak Kovithavanij (2009–2024)
- Francis Xavier Vira Arpondratana (od 2025)